# Dichocrocis zebralis
Dichocrocis zebralis là một loài bướm đêm trong họ Crambidae.